# فرودگاه محلی سینت تامانی
فرودگاه محلی سینت تامانی (به انگلیسی: St. Tammany Regional Airport) یک فرودگاه همگانی بهره‌برداری هوایی است که یک باند فرود آسفالت دارد و طول باند آن ۹۱۴ متر است. این فرودگاه در کشور ایالات متحده آمریکا قرار دارد و در ارتفاع ۱۲ متری از سطح دریا واقع شده است.